# 1876年皇室名銜法令

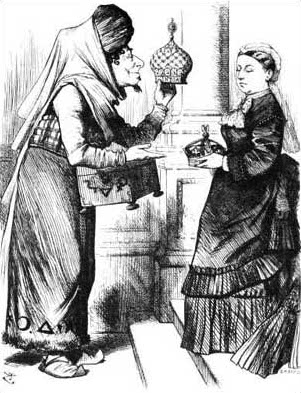
"New crowns for old ones!" An 1876 Punch cartoon of Disraeli, depicted as Abanazer from the pantomime version of Aladdin, offering Victoria the Crown of India in exchange for another

《1876年皇室名銜法令》（英語：Royal Titles Act 1876；39 & 40 Vict., c. 10）是英國國會的一項法令，旨在正式確認維多利亞女皇為印度女皇。
在首相本傑明·迪斯雷利的建議下，維多利亞女皇於1876年接受了這一名銜。
該法令由《1947年印度獨立法令》廢除。